# Henrik-Kathedrale

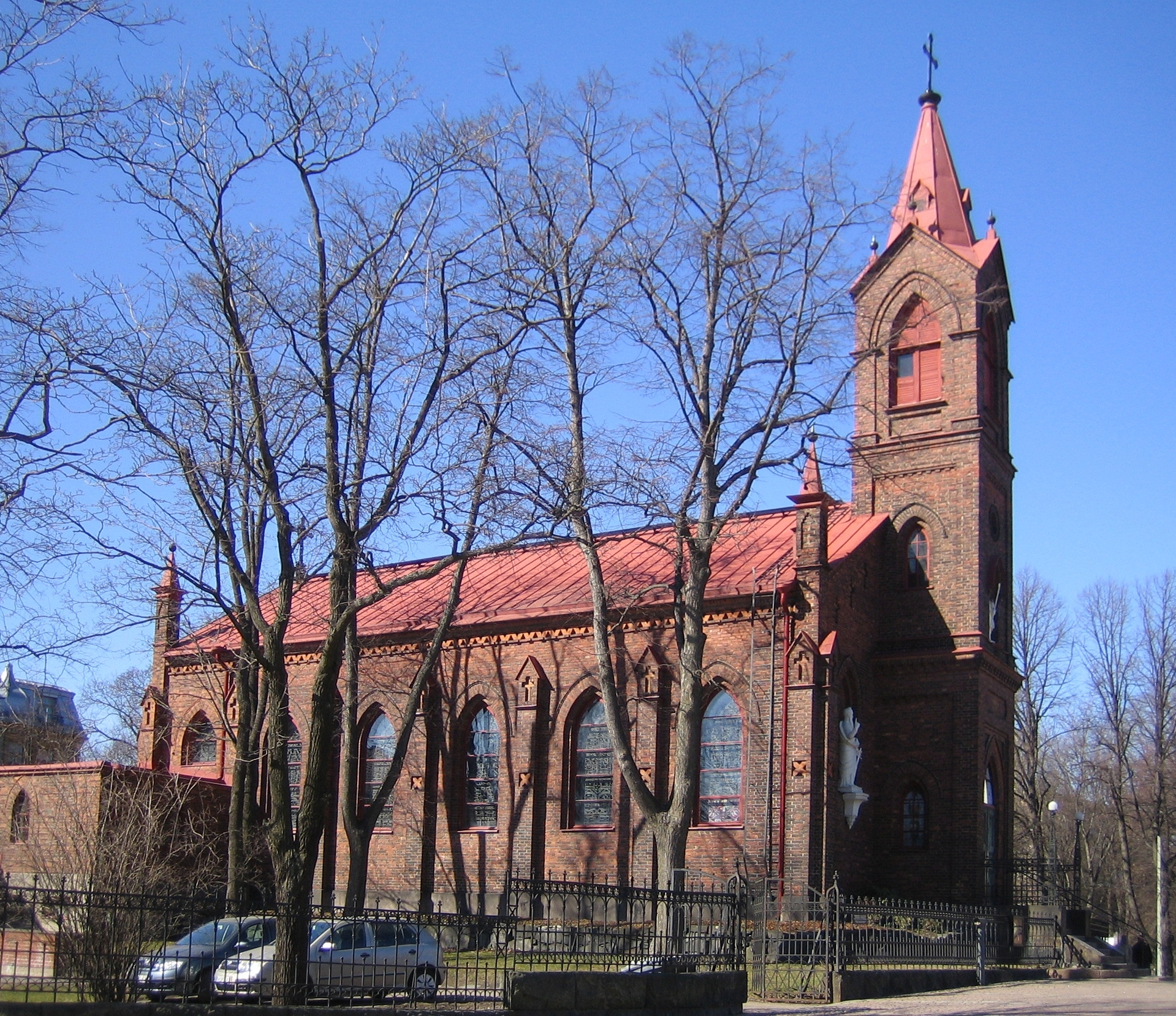
Römisch-katholische Kathedrale Hl. Henrik Helsinki

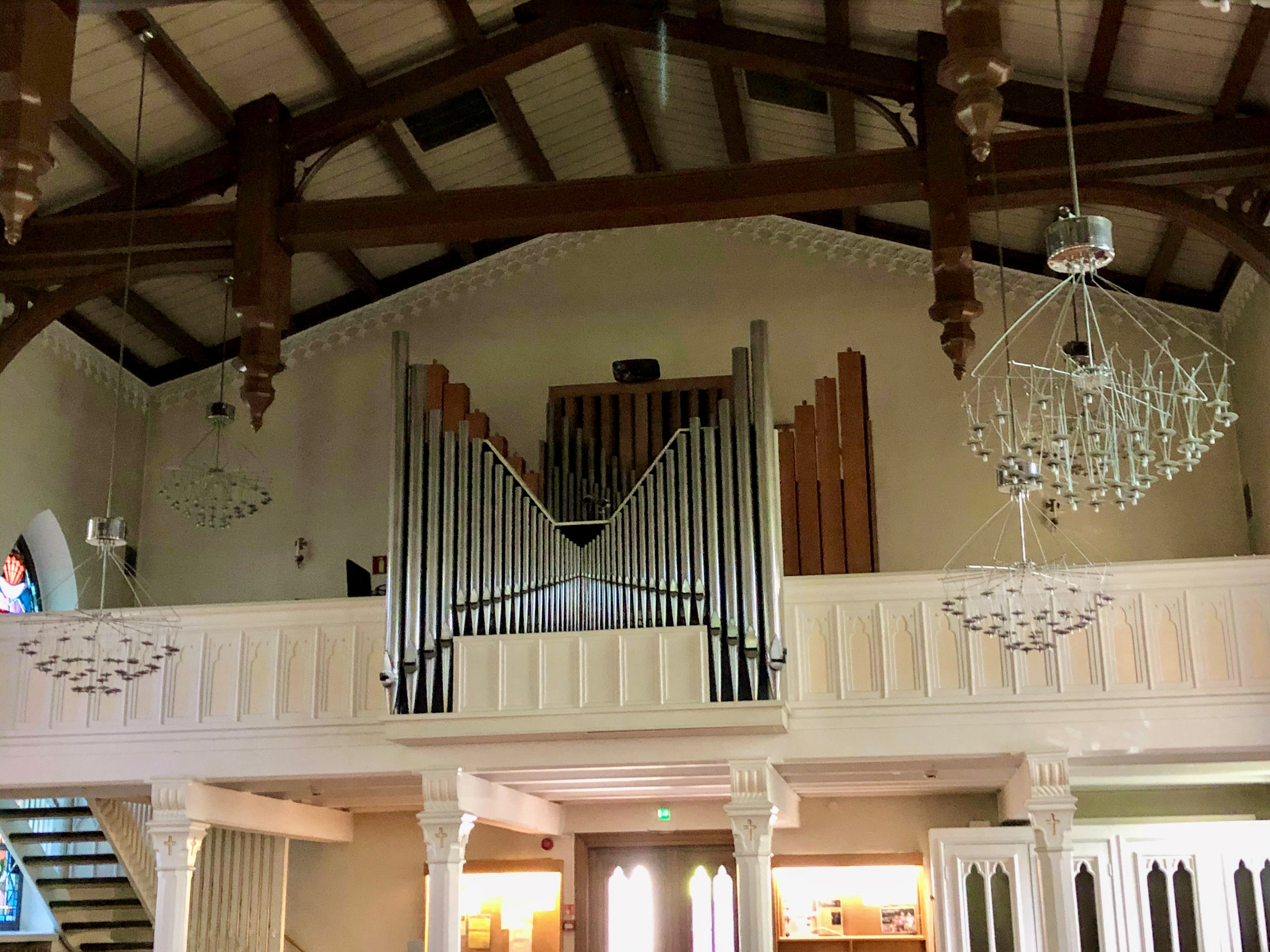
Orgel

Die St.-Henrik-Kathedrale ist die Bischofskirche des römisch-katholischen Bistums Helsinki in Helsinki, Finnland.
Die Kirche steht im Bezirk Ullanlinna. Sie wurde von 1858 bis 1860 im neugotischen Backsteinstil erbaut und ist ein Werk des Architekten Ernst Bernhard Lohrmann, preußischer Gebäudeinspektor und ab 1841 in Finnland beheimatet. Geweiht ist sie dem hl. Heinrich von Uppsala, dem ersten Bischof Finnlands. An der Fassade finden sich Statuen der Heiligen Heinrich, Petrus und Paulus, außerdem das Wappen des ersten Apostolischen Vikars Johannes Michael Buckx. Obwohl die Kirche 1860 fertiggestellt und von da an genutzt wurde, erfolgte die Kirchweihe erst 1904.
Die Orgel mit 1003 Pfeifen auf der Empore über dem Eingangsbereich wurde 1967 von der Stockholmer Firma Richard Jacoby erbaut und hat 13 Register, verteilt auf zwei Manuale und Pedal.
Die zwölf Glasfenster wurden 1962–1965 von dem niederländischen Künstler René Groenen gestaltet. Die Glocke von 1858 im Turm ist der Jungfrau Maria und dem heiligen Heinrich geweiht.
2010 musste der einsturzgefährdete Dachstuhl neu aufgesetzt werden; das wurde von der finnischen Denkmalbehörde Museovirasto, Spenden und dem deutschen Bonifatiuswerk finanziert.

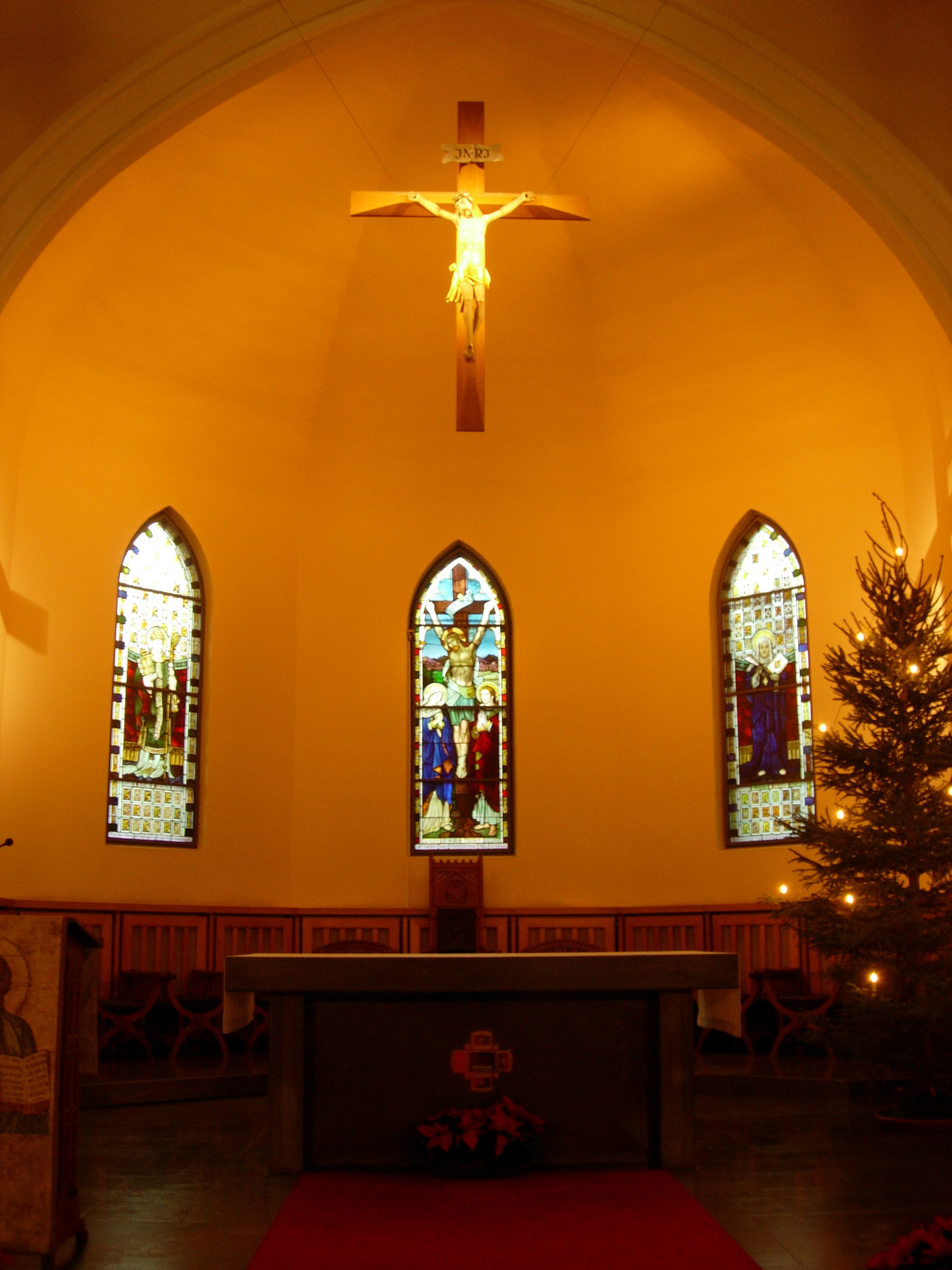
Altarraum
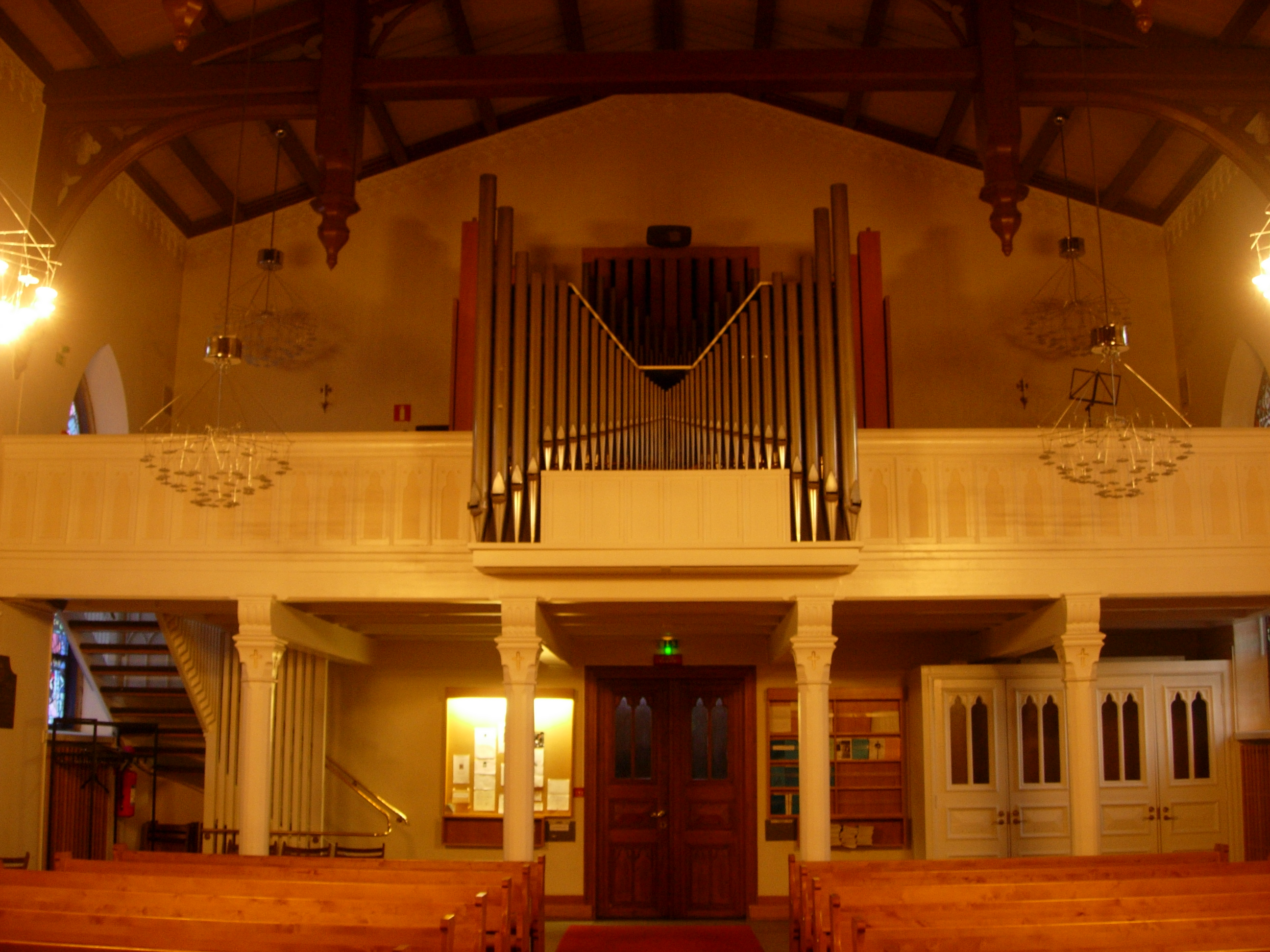
Chorempore mit Orgel

Die Inneneinrichtung wurde 1981 unter dem Architekten Olof Hansson komplett neu gestaltet und zeigt sich in modern-nüchterner weißer Eleganz.
Die Kirche besitzt Reliquien der Heiligen Cyprian, Olaf und Birgitta.